# 山梨絵美子
山梨 絵美子（やまなし えみこ、1958年 - ）は、日本の美術史家。千葉市美術館館長、日本博物館協会会長。
国立文化財機構東京文化財研究所に勤務し、副所長を務めた。東京都美術館運営委員会委員、千葉県文化財保護審議会委員ほか。

## 来歴

### 略歴
秋田県生まれ。東京大学文学部美学美術史学科卒業。のち同大学院修了。1989年に東京国立文化財研究所の研究員となる。
2021年4月1日　千葉市美術館館長就任。2022年11月28日　日本博物館協会会長就任。

## 専門分野
日本近代美術史。高橋由一、小林清親、黒田清輝など近代日本の洋画に詳しく、日本近代美術史を専門として研究、多くの美術館の収集審査委員、運営委員を務めるなど、美術全般に精通。 

## 主な刊行著作
- 『明治の洋画 高橋由一と明治前期の洋画』（至文堂「日本の美術」349）
- 『小林清親と明治の浮世絵』（至文堂「日本の美術」368） ほか[1]。
- 『美術の国の自由市民　矢代幸雄とバーナード・ベレンソンの往復書簡』（越川倫明と共編訳、玉川大学出版部 2019）

## 企画・監修の主な展覧会
「没後100 年記念東京国立博物館所蔵高野コレクション 浅井忠展』2005 年 日本橋高島屋ほか 「生誕150 年 黒田清輝展』2016 年 東京国立博物館。